# Centromacronema nigripenne
Centromacronema nigripenne är en nattsländeart som beskrevs av Oliver S. Flint Jr. 1981. Centromacronema nigripenne ingår i släktet Centromacronema och familjen ryssjenattsländor. Inga underarter finns listade i Catalogue of Life.

## Bildgalleri

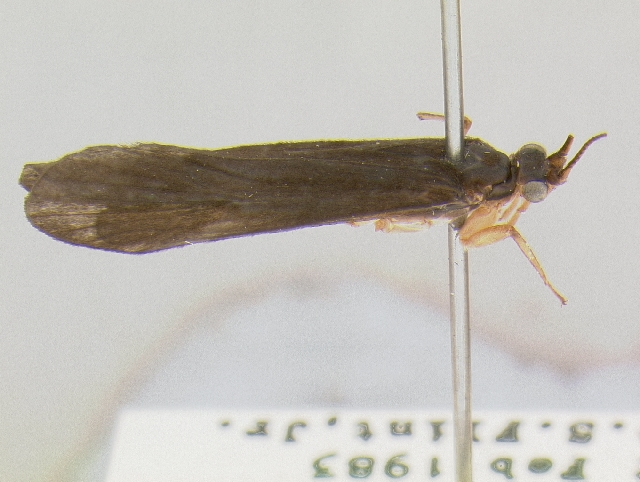